# Synema haenschi
Synema haenschi là một loài nhện trong họ Thomisidae.
Loài này thuộc chi Synema. Synema haenschi được Maria Dahl miêu tả năm 1907.